# Caliza
La caliza es una roca sedimentaria compuesta mayoritariamente por carbonato de calcio (CaCO3), generalmente calcita, aunque frecuentemente presenta trazas de magnesita (MgCO3) y otros carbonatos. También puede contener pequeñas cantidades de minerales como arcilla, hematita, siderita, cuarzo, etc., que modifican (a veces sensiblemente) el color y el grado de coherencia de la roca. El carácter prácticamente monomineral de las calizas permite reconocerlas fácilmente gracias a dos características físicas y químicas fundamentales de la calcita: es menos dura que el cobre (su dureza en la escala de Mohs es de 3) y reacciona con efervescencia en presencia de ácidos tales como el ácido clorhídrico. 
En el ámbito de las rocas industriales o de áridos para construcción recibe también el nombre de piedra caliza. Junto a las dolomías y las margas, las calizas forman parte de lo que se conocen como rocas carbonáticas o calcáreas.
Alrededor del 20% al 25% de la roca sedimentaria es roca carbonatada, y la mayor parte es piedra caliza. La roca carbonatada restante es en su mayor parte dolomita, una roca estrechamente relacionada, que contiene un alto porcentaje del mineral dolomita, CaMg(CO
3)
2. La caliza magnesiana es un término obsoleto y mal definido que se utiliza para referirse a la dolomita, a la caliza que contiene una cantidad significativa de dolomita (caliza dolomítica) o a cualquier otra caliza que contenga un porcentaje significativo de magnesio. La mayor parte de la caliza se formó en ambientes marinos poco profundos, como plataformas continentales o plataformas, aunque cantidades menores se formaron en muchos otros ambientes. Gran parte de la dolomita es dolomita secundaria, formada por alteración química de la caliza. La piedra caliza está expuesta en grandes regiones de la superficie de la Tierra, y debido a que la piedra caliza es ligeramente soluble en el agua de lluvia, estas exposiciones a menudo se erosionan para convertirse en paisajes kársticos. La mayoría de los sistemas de cuevas se encuentran en lechos de roca caliza.
La piedra caliza tiene numerosos usos: como materia prima química para la producción de cal utilizada para cemento (un componente esencial del hormigón), como agregado para la base de las carreteras, como pigmento blanco o relleno en productos como pasta de dientes o pintura, como acondicionador del suelo y como adición decorativa popular en jardines de rocas. Las formaciones calizas contienen alrededor del 30% de las reservas de petróleo del mundo.
Si se calcina (se lleva a alta temperatura), la caliza da lugar a cal (óxido de calcio impuro, CaO).

## Descripción

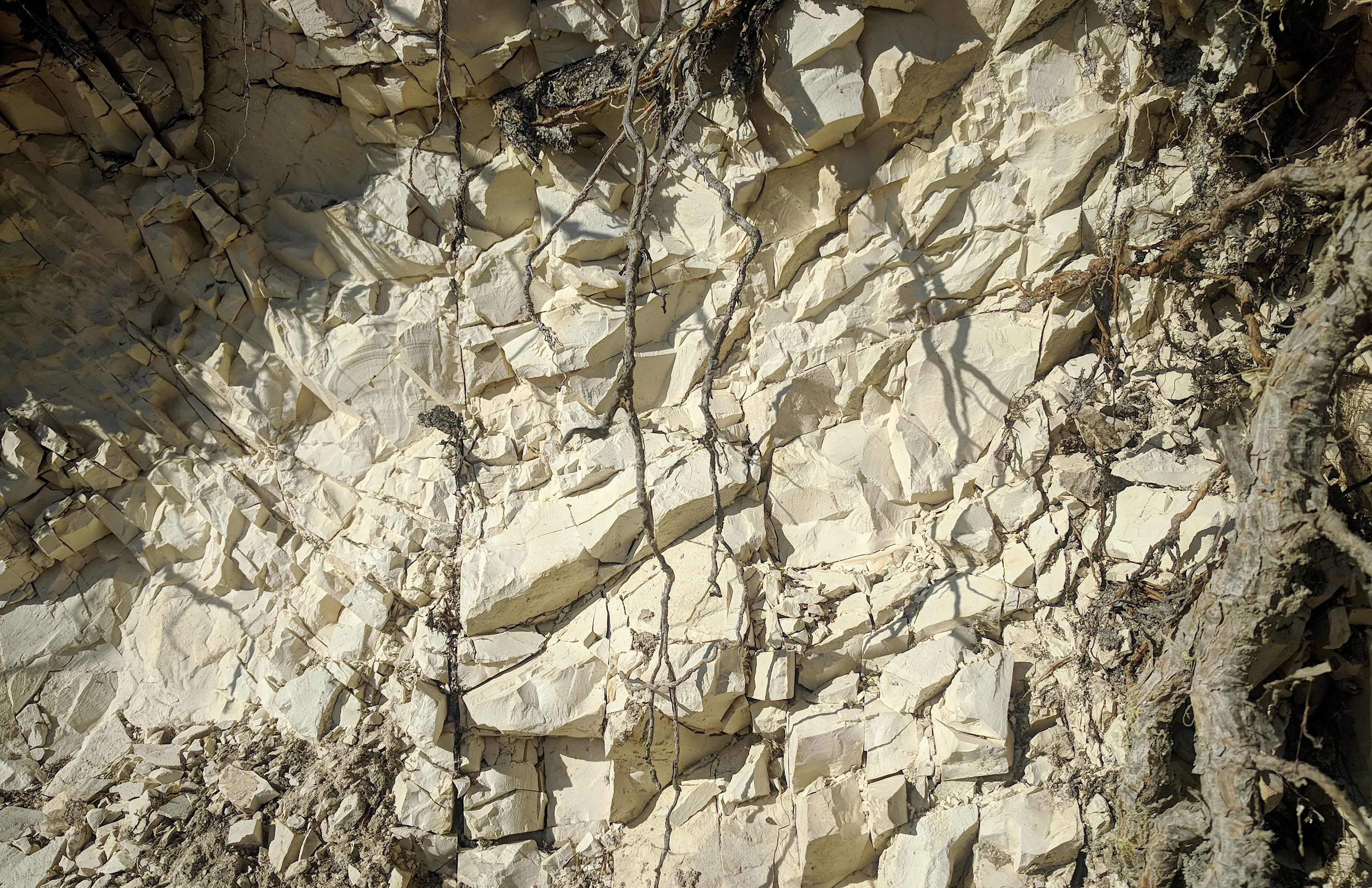
Este yacimiento de piedra caliza en el karst de los Alpes Dináricos cerca de Sinj, Croacia, se formó en el Eoceno.

La caliza está compuesta principalmente por los minerales calcita y aragonito, que son diferentes formas cristalinas de carbonato cálcico (CaCO
3). La dolomita, CaMg(CO
3)
2, es un mineral poco común en la caliza, y la siderita u otros minerales de carbonato son raros. Sin embargo, la calcita de la caliza contiene a menudo un pequeño porcentaje de magnesio. La calcita de la caliza se divide en calcita baja en magnesio y calcita alta en magnesio, con una línea divisoria situada en una composición del 4% de magnesio. La calcita con alto contenido en magnesio conserva la estructura mineral de la calcita, que es distinta de la dolomita. La aragonita no suele contener una cantidad significativa de magnesio. Por lo demás, la mayoría de las calizas son químicamente bastante puras, con sedimentos clásticos (principalmente cuarzo de grano fino y minerales de arcilla) que constituyen menos del 5% al 10% de la composición. La materia orgánica suele representar alrededor del 0,2% de una caliza y rara vez supera el 1%.
La caliza suele contener cantidades variables de sílice en forma de chert o fragmentos esqueléticos silíceos (como espículas de esponja, diatomeas o radiolarios). Los fósiles también son comunes en la caliza.
La caliza suele ser de color entre blanco y gris. La caliza que es inusualmente rica en materia orgánica puede ser de color casi negro, mientras que trazas de hierro o manganeso pueden dar a la caliza un color blanquecino a amarillo a rojo. La densidad de la caliza depende de su porosidad, que varía entre el 0,1% de la caliza más densa y el 40% de la creta. La densidad correspondiente oscila entre 1,5 y 2,7 g/cm3. Aunque es relativamente blanda, con una dureza Mohs de 2 a 4, la caliza densa puede tener una resistencia a la compresión de hasta 180 MPa. A modo de comparación, el hormigón suele tener una resistencia a la compresión de unos 40 MPa.
Aunque las calizas presentan poca variabilidad en su composición mineral, muestran una gran diversidad en su textura. Sin embargo, la mayoría de las calizas están formadas por granos del tamaño de la arena en una matriz de lodo carbonatado. Dado que las calizas son a menudo de origen biológico y suelen estar compuestas por sedimentos que se depositan cerca del lugar donde se formaron, la clasificación de las calizas suele basarse en su tipo de grano y en su contenido de lodo.

### Granos

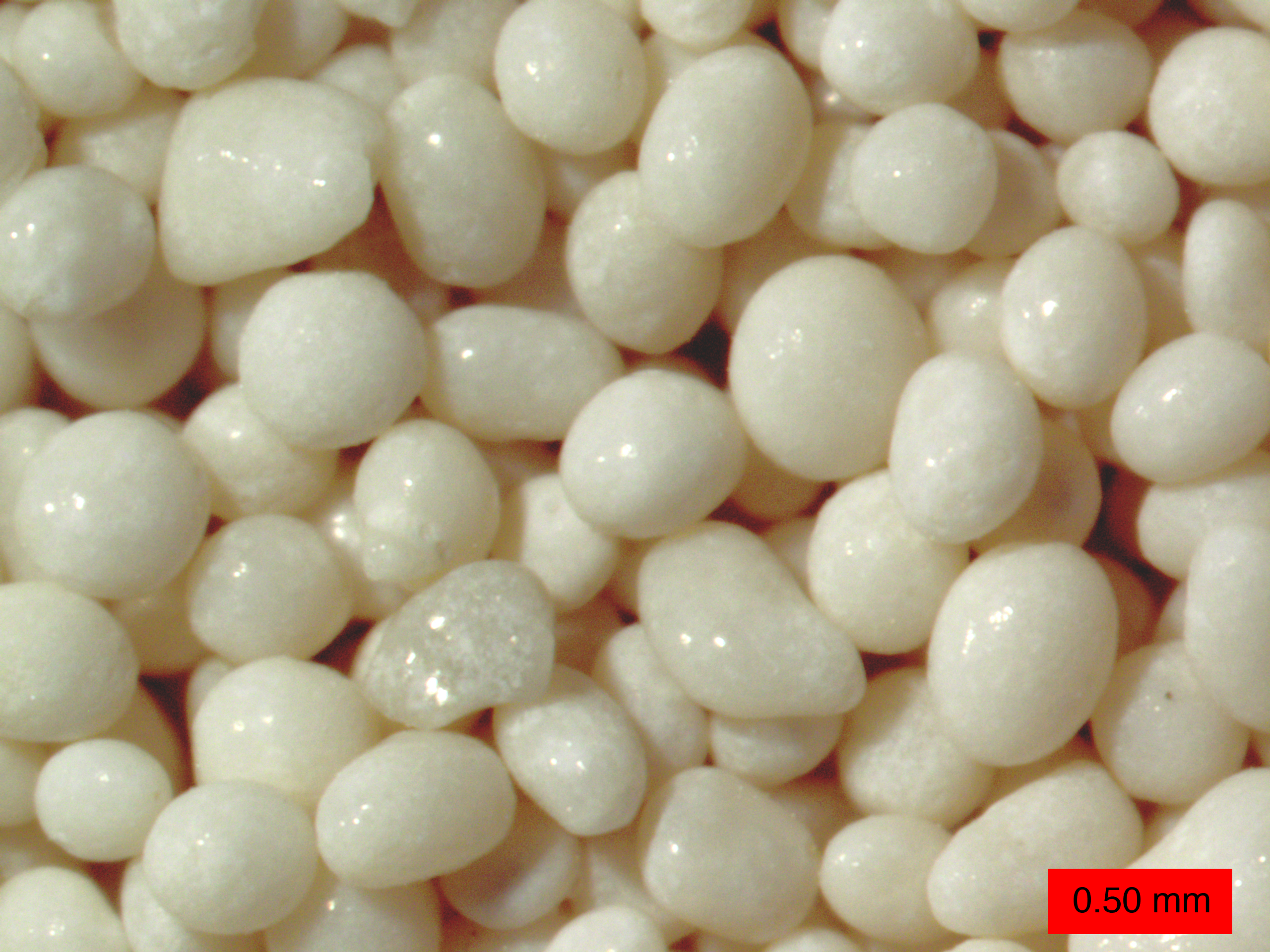
Ooids de una playa en Joulter's Cay, Las Bahamas

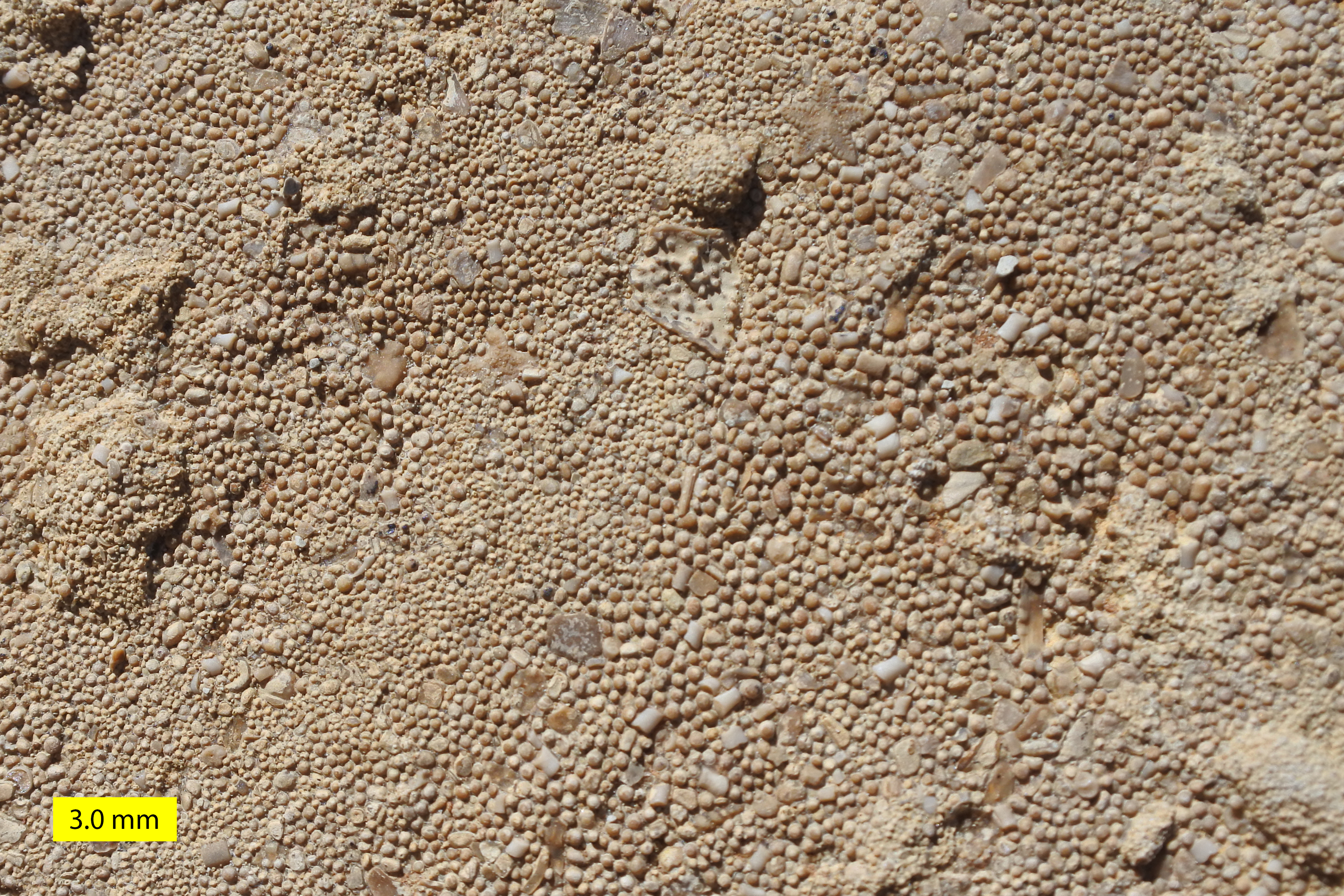
Ooides en caliza de la Carmel Formation (Jurásico Medio) del suroeste de Utah

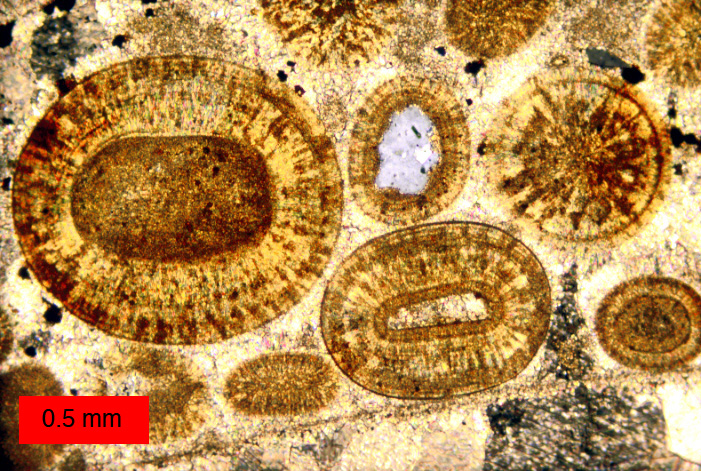
Vista en sección delgada de una caliza del Jurásico Medio en el sur de Utah, EE.UU. Los granos redondos son ooidess; el más grande tiene 1,2 mm de diámetro. Esta caliza es una oosparita

La mayoría de los granos de la caliza son fragmentos esqueléticos de organismos marinos como coral o foraminíferos. Estos organismos segregan estructuras hechas de aragonito o calcita, y las dejan atrás cuando mueren. Otros granos de carbonato que componen las calizas son los ooides, los peloides y los limeclastos (intraclastos y extraclastos.
Los granos esqueléticos tienen una composición que refleja los organismos que los produjeron y el entorno en el que se produjeron. Los granos esqueléticos de calcita con bajo contenido en magnesio son típicos de braquiópodos articulados, foraminíferos planctónicos (que flotan libremente) y cocolitos. Los granos esqueléticos de calcita con alto contenido en magnesio son típicos de foraminíferos bentónicos, equinodermos y algas coralinas. Los granos esqueléticos de aragonito son típicos de moluscos, algas verdes calcáreas, stromatoporida, corales y gusanos tubícolas. Los granos esqueléticos también reflejan periodos geológicos y ambientes específicos. Por ejemplo, los granos de coral son más comunes en entornos de alta energía (caracterizados por fuertes corrientes y turbulencias), mientras que los granos de briozoos son más comunes en entornos de baja energía (caracterizados por aguas tranquilas).

### Lodo
Los granos de la mayoría de las calizas están incrustados en una matriz de lodo carbonatado. Esta es típicamente la fracción más grande de una roca carbonatada antigua. El lodo formado por cristales individuales de menos de 5 µm longitud se describe como micrita. En el lodo carbonatado fresco, la micrita está formada principalmente por pequeñas agujas de aragonito, que pueden precipitarse directamente del agua de mar, ser secretadas por algas, o producirse por abrasión de granos de carbonato en un entorno de alta energía. Se convierte en calcita a los pocos millones de años de su deposición. Más recristalización de micrita produce microespuma, con granos de 5-15µm de diámetro.

## Formación

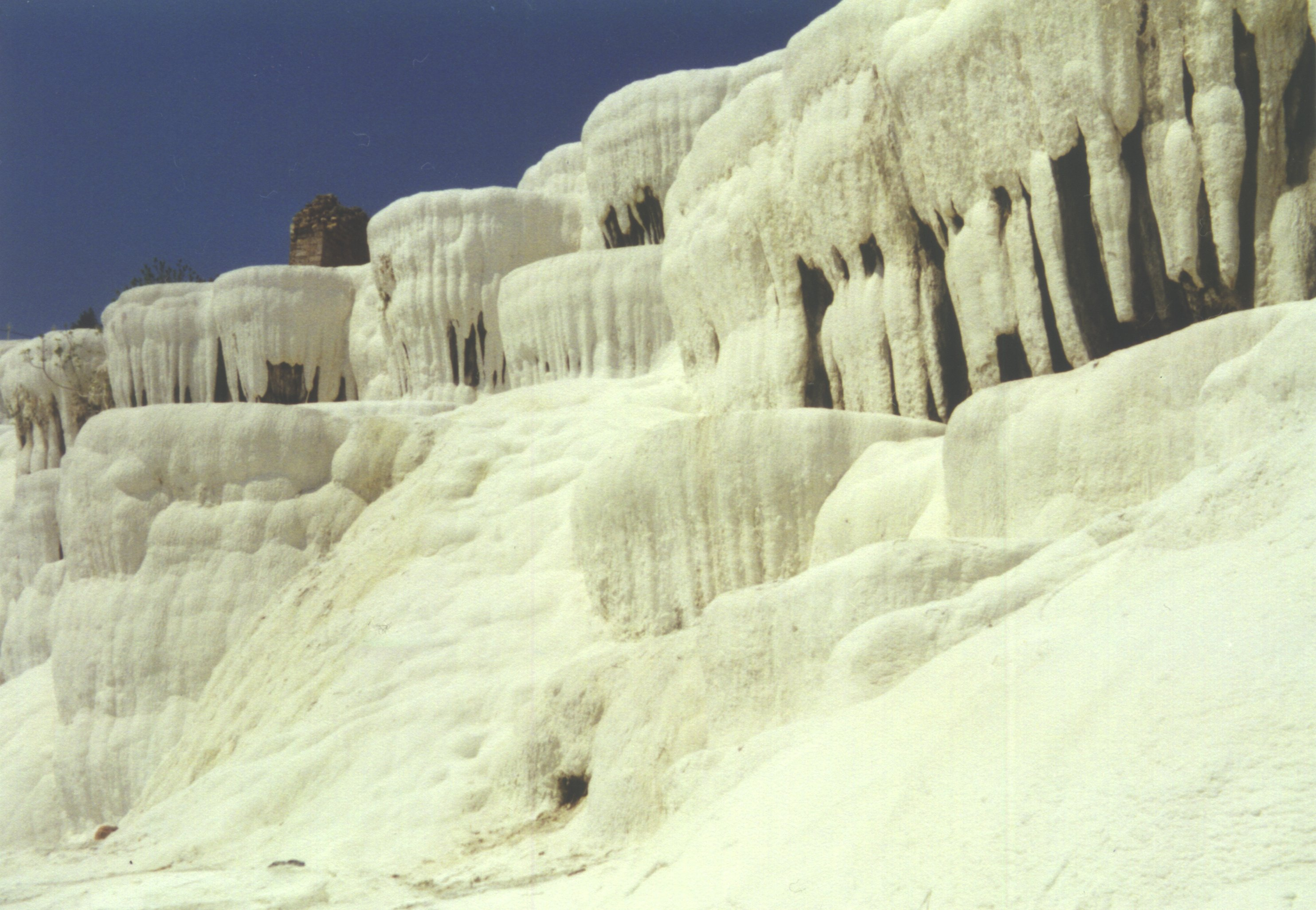
Formación caliza de origen hidrotermal en Pamukkale, Turquía

Son muy características por su color claro, blanquecino o gris. Las calizas se forman en los mares cálidos y poco profundos de las regiones tropicales, en aquellas zonas en las que los aportes detríticos son poco importantes. Dos procesos, que generalmente actúan conjuntamente, contribuyen a la formación de las calizas:

### Origen hídrico

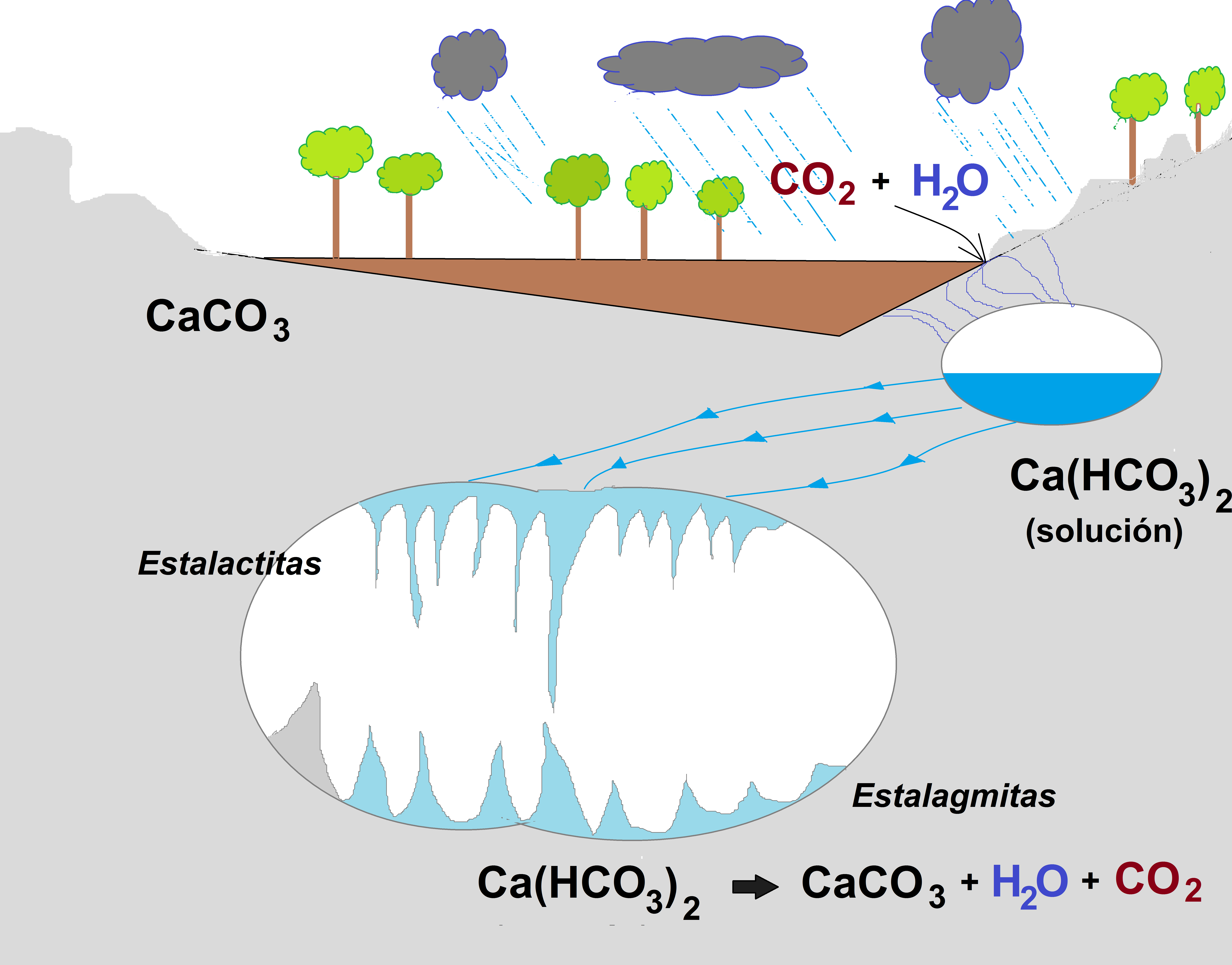
Esquema del proceso de formación de grutas y cuevas con estalactitas y estalagmitas en regiones calcáreas, debido a la química del carbonato cálcico

El carbonato de calcio (CaCO3) se disuelve con mucha facilidad en aguas que contienen dióxido de carbono (CO2) gaseoso disuelto, debido a que reacciona con este y agua para formar bicarbonato de calcio [Ca(HCO3)2], compuesto intermedio de alta solubilidad. Sin embargo en entornos en los que el CO2 disuelto se libera bruscamente a la atmósfera, se produce la reacción inversa aumentando la concentración de carbonato de calcio (véase ley de acción de masas), cuyo exceso sobre el nivel de saturación precipita. De acuerdo a lo descrito, el equilibrio químico en solución sigue la siguiente ecuación:
{\displaystyle CaCO_{3}+H_{2}O+CO_{2}\rightleftharpoons Ca(HCO_{3})_{2}}
Esa liberación de CO2 se produce, fundamentalmente, en dos tipos de entornos: en el litoral cuando llegan a la superficie aguas cargadas de CO2 y, sobre los continentes, cuando las aguas subterráneas alcanzan la superficie.
Este es el proceso fundamental de formación de grutas y cuevas con presencia de estalactitas y estalagmitas en muchas regiones calcáreas con piedras calizas denominadas también karsts, carsts o carsos. Estas últimas denominaciones de las regiones calcáreas provienen del nombre de la región eslovena de Carso, rica en estos minerales y paisajes.

### Origen biológico

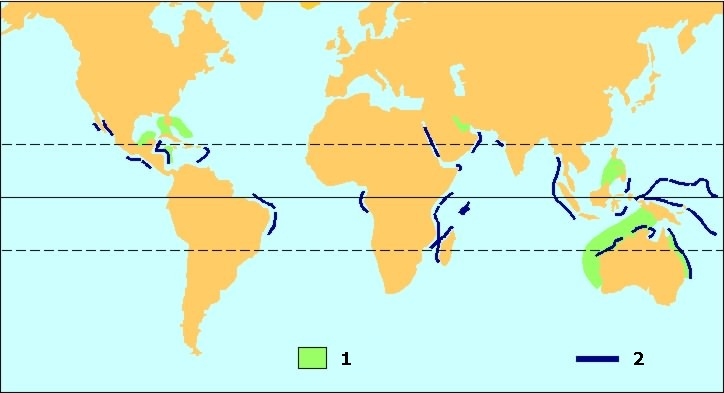
Sedimentación calcárea marina actual
1: Plataformas carbonatadas; 2: Arrecifes coralinos

Numerosos organismos utilizan el carbonato de calcio para construir su esqueleto mineral, debido a que se trata de un compuesto abundante y muchas veces casi a saturación en las aguas superficiales de los océanos y lagos (siendo, por ello, relativamente fácil inducir su precipitación). Tras la muerte de esos organismos, se produce en muchos entornos la acumulación de esos restos minerales en cantidades tales que llegan a constituir sedimentos que son el origen de la gran mayoría de las calizas existentes.
La sedimentación calcárea fue mucho más importante en otras épocas y actualmente está limitada a unas cuantas regiones de las mareas tropicales. Las calizas que se pueden observar sobre los continentes se formaron en épocas caracterizadas por tener un clima mucho más cálido que el actual, cuando no había hielo en los polos y el nivel del mar era mucho más elevado. Amplias zonas de los continentes estaban en aquel entonces cubiertas por mares epicontinentales poco profundos. En la actualidad, son relativamente pocas las plataformas carbonatadas [marcada con el (1) en la imagen superior], desempeñando los arrecifes (2) un papel importante.

## Utilización de la caliza

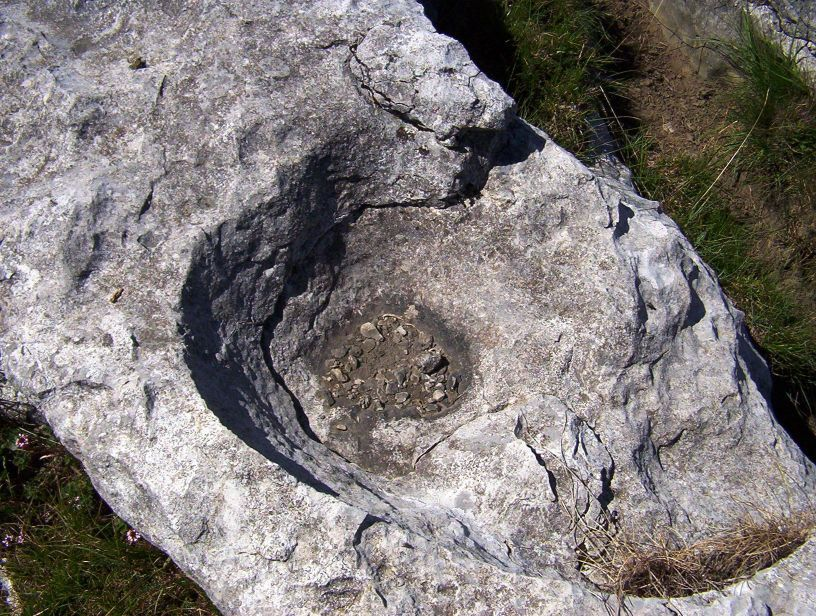
Disolución de una roca caliza por efecto del agua

La caliza, cortada, tallada o desbastada, se utiliza como material de construcción u ornamental, en forma de sillares o placas de recubrimiento. Ejemplos de este uso son numerosos edificios históricos, desde las pirámides de Egipto hasta la Catedral de Burgos. Machacada se usa como árido de construcción.
Es un componente importante del cemento gris usado en las construcciones modernas y también puede ser usada como componente principal, junto con áridos, para fabricar el antiguo mortero de cal, pasta grasa para creación de estucos o lechadas para «enjalbegar» (pintar) superficies, así como otros muchos usos por ejemplo en industria farmacéutica o peletera.
Es una roca importante como reservorio de petróleo, dada su gran porosidad. Tiene una gran resistencia a la meteorización; esto ha permitido que muchas esculturas y edificios de la antigüedad tallados en caliza hayan llegado hasta la actualidad. Sin embargo, la acción del agua de lluvia y de los ríos (especialmente cuando se encuentra acidulada por el ácido carbónico) provoca su disolución, creando un tipo de meteorización característica denominada kárstica. No obstante es utilizada en la construcción de enrocamientos para obras marítimas y portuarias como rompeolas, espigones, escolleras entre otras estructuras de estabilización y protección.
La caliza se encuentra dentro de la clasificación de recursos naturales entre los recursos no renovables (minerales) y dentro de esta clasificación, en los no metálicos, como el salitre, el aljez y el azufre.

## Producción mundial
| 1.  | China          | 310,0 |
| 2.  | Estados Unidos | 16,9  |
| 3.  | India          | 16,0  |
| 4.  | Rusia          | 11,0  |
| 5.  | Brasil         | 8,1   |
| 6.  | Japón          | 7,3   |
| 7.  | Alemania       | 7,1   |
| 8.  | Corea del Sur  | 5,2   |
| 9.  | Turquía        | 4,6   |
| 10. | Japón          | 4,3   |
| 11. | Italia         | 3,5   |
| 12. | Irán           | 3,4   |
| 13. | Polonia        | 2,7   |
| 14. | Francia        | 2,6   |
| 15. | Ucrania        | 2,2   |
| 16. | Australia      | 1,9   |
| 17. | Rumania        | 1,9   |
| 18. | España         | 1,8   |

Fuente: USGS.

## Confusión con el mármol
En el mercado, algunas calizas se ofrecen como mármoles, sin embargo, se trata de rocas diferentes. Aunque los mármoles poseen el mismo componente mayoritario que las calizas (carbonato de calcio, procedente de caparazones y fragmentos esqueléticos de organismos marinos como corales, conchas, etc.), se diferencian en su estructura química. Por tanto, ambos presentan resistencias y costos diferentes, siendo casi siempre más caro el mármol. Básicamente, el mármol fue una piedra caliza que se recristalizó. Esta recristalización ocurrió hace millones de años a través de un proceso llamado metamorfismo, que significa «cambio de tipo». Las rocas metamórficas, en general, surgen cuando las rocas existentes en un determinado lugar se transforman física y/o químicamente debido a haber estado expuestas a muy altas temperaturas y muy alta presión. Es decir que la piedra caliza, sometida a esas condiciones, da origen al mármol (el cual es mucho más compacto y más resistente al agua, alcanzando un mayor brillo al ser pulido). Como no todas las calizas sufrieron esas condiciones, algunas han continuado siendo calizas hasta la actualidad. Estéticamente, muchas calizas muestran restos fósiles enteros o partidos, como partes de conchas, mientras que las altas temperaturas y presiones han hecho que en ningún mármol puedan distinguirse los restos fósiles (sino solamente su compuesto, el carbonato de calcio). La vistosa y de difícil extracción caliza italiana Portoro, la cual es mundialmente vendida como «mármol Portoro», es una de las pocas excepciones en las que el precio de una caliza supera al precio del mármol promedio, e incluso al precio del mármol de Carrara. Sin embargo, eso no cambia el hecho de que presenta menor resistencia y es muy sensible al agua. Otro ejemplo de caliza generalmente pulida y vendida como mármol es la «New Beige» de Egipto, que en algunos países no dudan en ofrecer como un «mármol» que ofrece mejor relación costo-calidad que otros mármoles (al compararla con los costos de los mármoles reales). 
Siendo el carbonato de calcio de color blanco, son las impurezas las que dan a las calizas (y a los mármoles) sus diferencias de color. 